# Дьяково (Сафоновський район)
Дьяково (рос. Дьяково) — присілок Сафоновського району Смоленської області Росії. Входить до складу Богдановщинського сільського поселення.
Населення — 5 осіб (2007 рік).